# Stade de Khartoum
 (avril 2025).
Si vous disposez d'ouvrages ou d'articles de référence ou si vous connaissez des sites web de qualité traitant du thème abordé ici, merci de compléter l'article en donnant les références utiles à sa vérifiabilité et en les liant à la section « Notes et références ».
Le Stade de Khartoum (en arabe : ملعب الخرطوم), anciennement appelé Stade municipal, est un stade multi-usage situé à Khartoum au Soudan.
Construit en 1957, ce stade est principalement utilisé pour les matchs de football et est utilisé par Al  Khartoum SC. Sa capacité était de 30000 places à l'origine mais elle a été ramenée à 23 000 places.

## Tournois accueillis
Ce stade a été construit pour la première Coupe d'Afrique des Nations de 1957, qui s'est tenue au soudan, d'une capacité de 30 000 places, pour les deux matchs du tournoi. Il sera utilisé une nouvelle fois pour la CAN 1970 (10 matchs dont la finale) et lors du CHAN 2011 (9 matchs).